# Perfect Symmetry (singel)
Perfect Symmetry – utwór skomponowany przez angielskie trio Keane, który został wydany 29 grudnia 2008 roku jako 3 singiel i jako tytułowe nagranie 3 albumu grupy – "Perfect Symmetry".

## Wersje wydań

### CD Single
1. "Perfect Symmetry" — 5:12
2. "Staring at the Ceiling" — 3:52

### 7" Single
1. "Perfect Symmetry" — 3:58
2. "Staring at the Ceiling" — 3:52

## Wideoklip
Wideo do nagrania zostało wykonane 19 listopada 2008 roku.

## Listy przebojów
Piosenka "Perfect Symmetry" osiągnęła jedynie 150# na notowaniu UK Singles Chart, co mianuje ją najgorzej odebraną piosenką w historii grupy.